# Лендлорд
Лендло́рд (від англ. Landlord) — поміщик, великий феодальний землевласник у середньовічній Англії, лорд. З розвитком капіталістичного аграрного ладу — це великий капіталістичний земельний власник у Великій Британії, отримувач капіталістичної земельної ренти, що здає земельні ділянки в оренду фермерам для прибутку.
Що своєю чергою викликало таке явище як лендлордизм (англ. landlordism від слова лендлорд). Це система великого землеволодіння капіталістичного типу, характерна для аграрного ладу Великої Британії. Основою лендлордизму є монополія на землю аристократичної фракції панування, суспільного прошарку (класу) лендлордів, котрі здають земельні ділянки в оренду фермерам — підприємцям і одержують капіталістичну земельну ренту. 
Лендлордізм почав складатися в Англії у XIV–XV ст. в результаті розкладання феодально-вотчинної (маноріальної) системи землеволодіння. Стало формуватися так зване нове дворянство, що веде своє господарство капіталістичними методами. Основи лендлордізму були укріплені Англійською революцією XVII століття. У результаті обгородження в XVIII в. завершилося вигнання селян із землі. Лендлорди зосередили у своїх руках величезні земельні площі (латифундії). Широко практикувалися капіталістичні форми оренди землі, в тому числі здача ділянок під будівництво шахт, забудову тощо. Лендлордизм був пов'язаний і з ведучим положенням земельної аристократії в політичному житті країни. Виразницею її інтересів у цей період була партія торі. 
У XIX в. зростання прошарку промисловців призвело до деякого ослаблення позицій лендлордів. Були скасовані вигідні для лендлордів хлібні закони (1846 р.) і обмежені привілеї земельної аристократії (реформи 1832 р., 1867 р. та ін.). Законодавство, що регулює відносини лендлордів та орендарів (акти 1927 р. і 1954 р.), було засноване на визнанні непорушності власницьких прав лендлордів. Збереження лендлордизму є найважливішою причиною непродуктивного використання землі. Попри зростання фермерської власності, лендлорди утримують у своїх руках значну частину земель (в Шотландії в кінці 1960-х рр. їм належало близько 4/5 всіх земель). Продовжуючи мати значні прибутки з монопольної власності на землю, багато лендлордів одночасно є акціонерами промислових компаній, банків тощо. Лендлорди відіграють значну роль в Консервативній партії.